# Salix mucronata
Salix mucronata là một loài thực vật có hoa trong họ Liễu. Loài này được Thunb. miêu tả khoa học đầu tiên.

## Hình ảnh

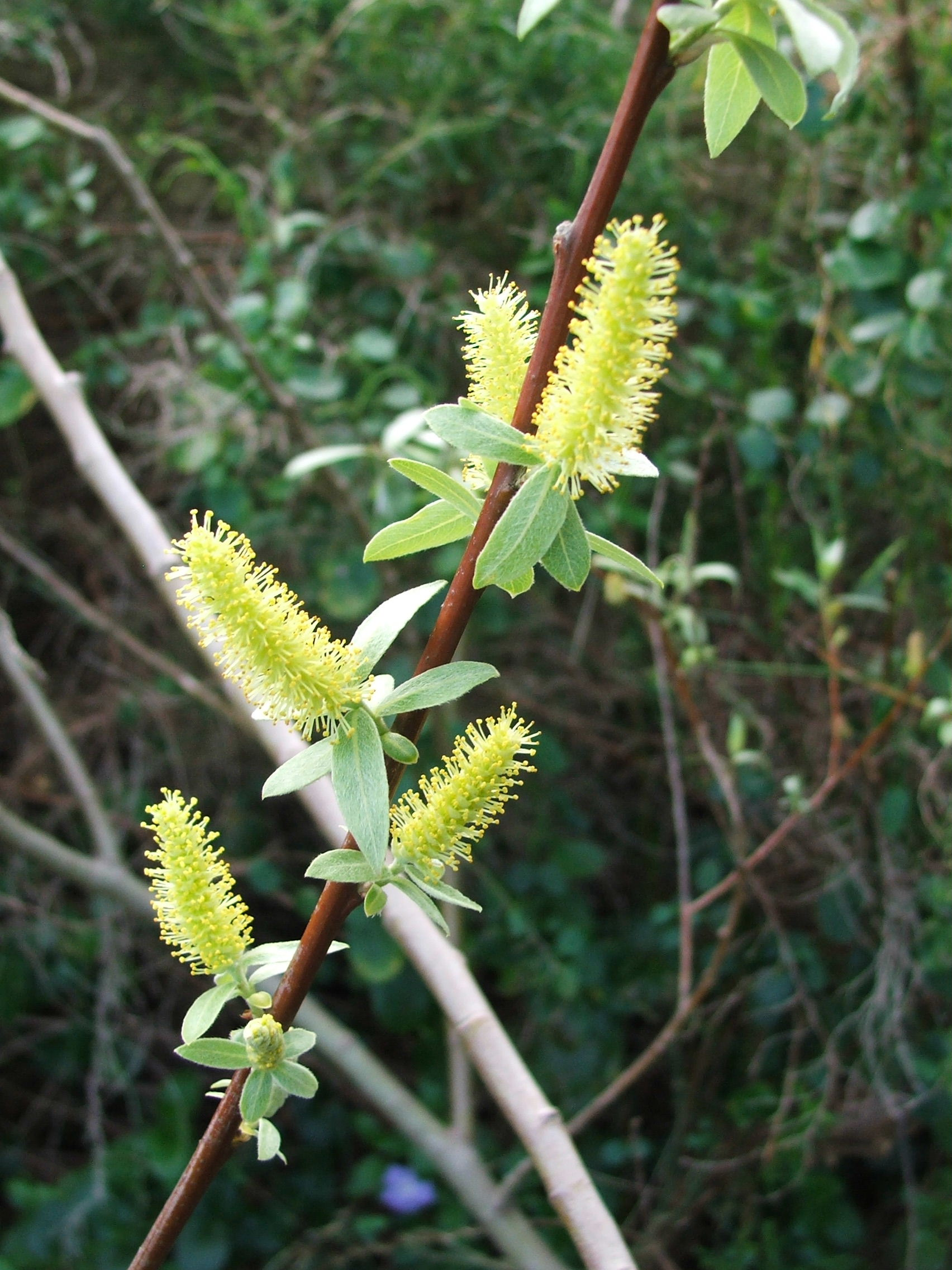